# Antonios Tantalidis
Antonios Tantalidis (griechisch Αντώνης Τανταλίδης; * 20. Februar 1997 in Marousi) ist ein griechischer Geräteturner, der mehrfach griechischer Meister wurde.

## Leben und Karriere
Im Alter von sechs Jahren begann Antonios Tantalidis mit dem Geräteturnen. Seinen ersten internationalen Auftritt hatte er 2013 beim Europäischen Olympischen Sommer-Jugendfestival in Utrecht, wo er die Silbermedaille im Pauschenpferd gewann. 2014 kam er bei den Olympischen Jugend-Sommerspielen in Nanjing im Mehrkampf insgesamt auf 73,525 Punkte und belegte den 32. Platz. Sein bestes Einzelergebnis erzielte er dort mit 12,950 Punkten an den Ringen.
Er nahm 2017, 2018 und 2021 an den Turn-Weltmeisterschaften teil, konnte sich jedoch nicht für die finalen Runden qualifizieren. 2018 war er Teil des griechischen Turn-Teams, das sich in Trient beim Dreiländerturnier mit Italien und Russland maß, und steuerte insgesamt 79,150 Punkte im Mehrkampf zum Endergebnis seines Teams bei.
Beim FIG Turn-Weltcup 2021 von Doha gewann er mit 14,700 Punkten die Bronzemedaille im Bodenturnen. Er konnte sich im selben Jahr für den finalen Mehrkampf-Wettbewerb der Turn-Europameisterschaften in Basel qualifizieren und kam im Bodenturnen mit 14,266 Punkten auf den elften Platz und im Mehrkampf mit 77,165 Punkten auf Platz 19.
2022 erreichte er beim FIG Turn-Weltcup von Baku mit 13,900 Punkten den 5. Platz im Bodenturnen und im selben Jahr beim FIG Turn-Weltcup von Kairo im Bodenturnen Platz 4, nachdem er mit 13,866 Punkten bewertet wurde. Beim dritten Weltcup des Jahres in Cottbus kam er im Bodenturnen auf Platz 7 mit 13,233 Punkten.
2025 wurde er zum vierten Mal griechischer Meister im Turn-Mehrkampf, als er 74,400 Punkte erzielte.
Tantalidis nahm an den Turn-Europameisterschaften 2025 in Leipzig teil und erreichte 75,364 Punkte in der zusammengesetzten Einzelwertung, bestehend aus den Noten der folgenden Einzelgeräten: Boden 13,100 Punkte, Pauschenpferd 13,366 Punkte, Ringe 12,000 Punkte, Sprung 12,466 Punkte, Parallelbarren 11,966 Punkte und Reck 12,466 Punkte. Damit kam er in der gesamten Wertung auf Platz 36.
Er wird von Dimitris Raftis und Theofilos Lalechos trainiert. Sein Vorbild im Geräteturnen ist Danell Leyva.
Neben seiner Sportkarriere arbeitet er auch als Calisthenics-Trainer in Athen.